# واری، لانکاشر
واری (به انگلیسی: Wray) یک روستا در بریتانیا است که در انگلستان واقع شده‌است. واری ۵۲۱ نفر جمعیت دارد.